# Рязанське диво
«Рязанське диво» — економічна афера, пов'язана з перевиконанням плану постачання м'яса і молока в Рязанській області руйнівними для економіки методами (1959).

## Передумови
22 травня 1957 року перший секретар ЦК КПРС Микита Хрущов у промові на зональній нараді працівників сільського господарства областей і автономних республік СРСР виступив із гаслом «Наздогнати й перегнати Америку!» за всіма економічними показниками, а також побудувати комунізм до 1980 року. У цій промові Микита Хрущов, зокрема, запропонував за три роки потроїти виробництво м'яса в країні. Однак, попри всі зусилля партійно-господарського керівництва, в СРСР зберігся брак основних харчів. Перші півтора року після оголошення плану принесли дуже скромний приріст, що викликало невдоволення Хрущова. Наприкінці 1958 року всім обкомам КПРС було розіслано вказівку про прийняття «рішучих заходів» для збільшення виробництва м'яса в 1959 році.
Серед економістів є скептики, які не вірять у можливості нашого сільського господарства потроїти виробництво м'яса. Але як вони підійшли до цієї справи? Як водиться, взяли олівець і підрахували, яким може бути приріст худоби і за скільки років. Товариші, треба ж розуміти, які зараз сили накопичилися у радянського народу. Це ж політичне явище, результат довголітньої роботи нашої партії…— М. С. Хрущов, 1958 рік

## Дії аферистів
Перший секретар Рязанського обкому Олексій Ларіонов виступив з амбітною заявою, пообіцявши за один рік потроїти державні заготівлі м'яса в області. Обіцянки, усупереч їхній нереалістичності, були затверджені обласною партійною конференцією, а 9 січня 1959 року за порадою Хрущова і всупереч думці Сільськогосподарського відділу ЦК КПРС надруковані в «Правді». На «виклик» відповіли кілька інших областей. Рязанська область ще навіть не встигла взятися до реалізації своєї грандіозної програми, як на неї посипалися нагороди. У лютому 1959 року вона отримала орден Леніна, а сам Ларіонов через кілька місяців став Героєм Соціалістичної Праці. Аби дотриматися обіцянки, обком партії видав наказ забити весь приплід худоби за 1959 рік, а також велику частину молочного стада і виробників, «додавши» під розписку всю худобу, вирощену колгоспниками у своїх господарствах. Проте навіть цих заходів було недостатньо, у зв'язку з чим були організовані закупівлі худоби в сусідніх областях коштами з громадських фондів, призначених для придбання машин, будівництва шкіл тощо. «М'ясний податок» вдарив не лише по всіх колгоспах та радгоспах області, а й по всіх міських установах; здане державі (з чисто символічними цінами) м'ясо зникло з продажу. 16 грудня місцева влада урочисто рапортувала про стовідсоткове виконання плану: область «продала» державі 150 тис. тонн м'яса, утричі перевищивши постачання попереднього року; зобов'язання ж на 1960 рік бралися ще вищі — 180 тис. тонн.
Проте в 1960 році заготівлі не перевищили 30 тис. тонн: після масового забою попереднього року поголів'я зменшилося порівняно з 1958 роком на 65 %. Колгоспники, у яких під розписку «тимчасово» вилучили худобу, відмовлялися обробляти колгоспні землі, що призвело до падіння виробництва зерна на 50 %. До кінця 1960 року приховувати катастрофу стало неможливо.
Після викриття обману у вересні 1960 Олексій Ларіонов покінчив життя самогубством.